# Saint-Martin-le-Colonel
Saint-Martin-le-Colonel – miejscowość i gmina we Francji, w regionie Owernia-Rodan-Alpy, w departamencie Drôme.
W roku 1990 gminę zamieszkiwało 145 osób, a gęstość zaludnienia wynosiła 46 osób/km² (wśród 2880 gmin regionu Rodan-Alpy Saint-Martin-le-Colonel plasuje się na 1477. miejscu pod względem liczby ludności, natomiast pod względem powierzchni na miejscu 1637).